# Orchestre Tonkünstler
L'Orchestre Tonkünstler (Tonkünstler-Orchester Niederösterreich en allemand ; Orchestre Tonkünstler de Basse-Autriche), est un orchestre symphonique autrichien.

## Historique
L'Orchestre Tonkünstler de Basse-Autriche est fondé vers 1945-1946.
Le nom de la formation rappelle la Tonkünstler-Societät. Le Niederösterreichisches Landes-Symphonie-Orchester est issu du Gau-Symphonie-Orchester Niederdonau (national-socialiste) fondé en 1939, rebaptisé Niederösterreichisches Tonkünstlerorchester en 1946, puis Tonkünstler-Orchester Niederösterreich depuis 2002.
L'ensemble est l'Orchestre symphonique du land de Basse-Autriche et occupe trois résidences, au Musikverein de Vienne, au Festspielhaus de Sankt Pölten et à Grafenegg (festival de musique de Grafenegg (en)).
En 2023, Fabien Gabel est nommé chef d'orchestre principal du Tonkünstler-Orchester Niederösterreich à partir de la saison 2025-2026, pour une durée de quatre ans,.

## Chefs permanents
Comme chefs permanents de l'orchestre se sont succédé :
- Kurt Wöss (1948-1951) ;
- Gustav Koslik (1952-1963) ;
- Heinz Wallberg (1964-1975) ;
- Walter Weller (1975-1979) ;
- Miltiades Caridis (1979-1985) ;
- Isaac Karabtchevsky (en) (1988-1995) ;
- Fabio Luisi (1995-2000) ;
- Carlos Kalmar (en) (2001-2003) ;
- Kristjan Järvi (2004-2009) ;
- Andrés Orozco-Estrada (2009-2015) ;
- Yutaka Sado (2015-2025) ;

- Fabien Gabel (à partir de 2025).

## Créations
L'Orchestre Tonkünstler de Basse-Autriche est le créateur de plusieurs œuvres, de Friedrich Cerha (Skizzen, 2012), Tan Dun (Earth Concerto, 2009), Cristóbal Halffter (Ritual, 2010), Marcel Rubin (Symphonie no 9, 1985), Kurt Schwertsik (Musik: Leicht Flüchtig, 2013), Ernst Voel (« Aller Orten, Aller Zeit », oratorio, 1990) et Egon Wellesz (Épilogue symphonique, 1977), notamment.